# 걸풀
걸풀(Girlpool)은 미국의 인디 록 밴드로, 캘리포니아주 로스앤젤레스에서 결성되었다.

## 음반 목록
- Before the World Was Big (2015)
- Powerplant (2017)
- What Chaos Is Imaginary (2019)